# Ängelholm
Ängelholm est une ville de Suède. Elle est peuplée de 23 240 habitants.
À Ängelholm se situe l'aéroport d'Ängelholm–Helsingborg (code AITA : AGH).

## Construction automobile
Les automobiles Koenigsegg sont construites à Ängelholm.

## Monument aux ovnis
Dans une forêt près d'Ängelholm se trouve un monument commémorant le supposé atterrissage d'un ovni le 18 mai 1946.

## Personnalités
- Omnitah (1975-), chanteuse, musicienne, compositrice et productrice germano-suédoise, est née à Ängelholm.
- Richard Handl (1980-), physicien amateur connu pour avoir tenté de provoquer des réactions de fission nucléaire dans son appartement en 2011, habitait à Ängelholm.